# 北条節句まつり

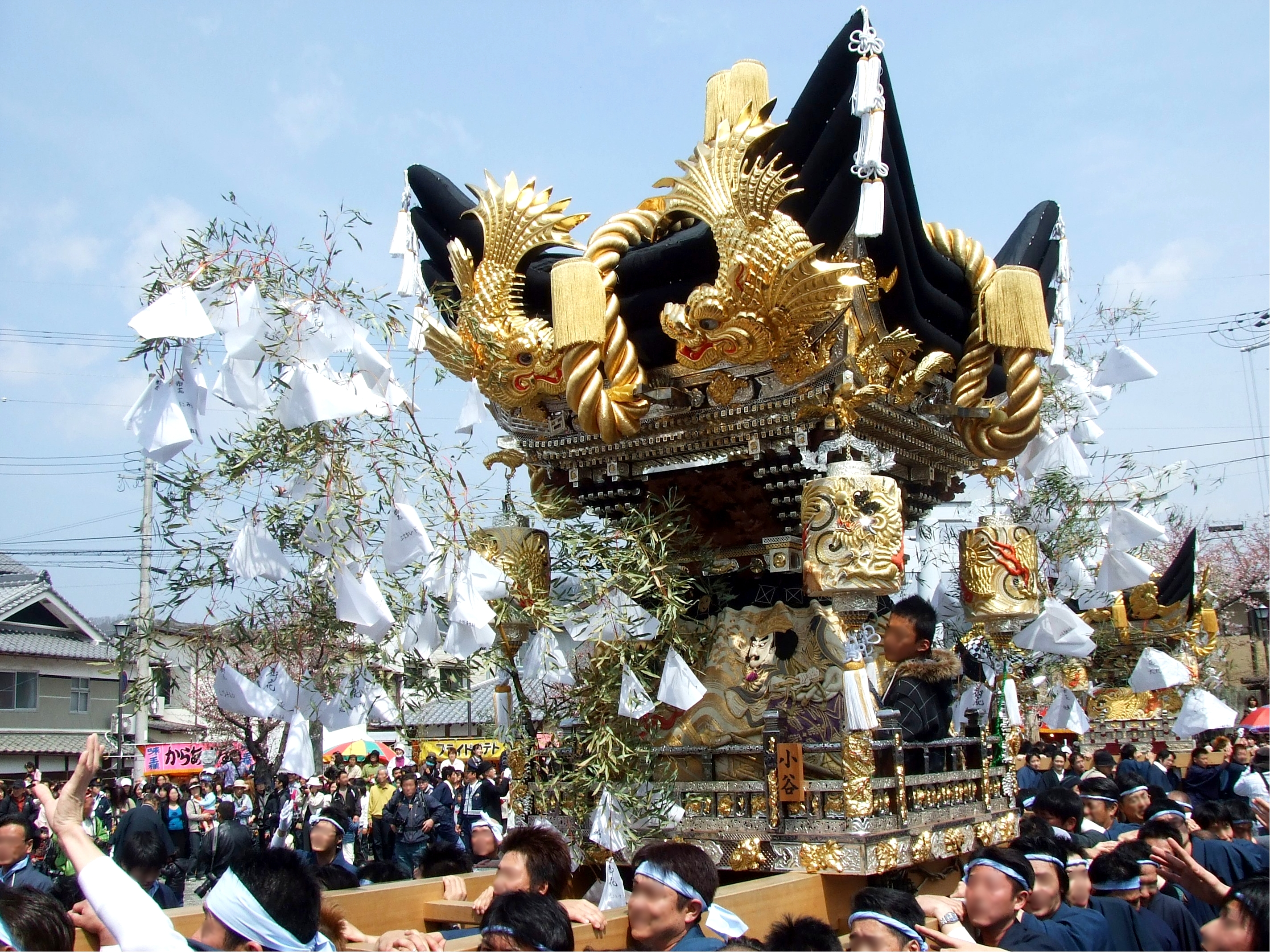
節句祭りで使われる屋台

北条節句まつり（ほうじょうせっくまつり）は兵庫県加西市で毎年4月の第一土曜と日曜に行われる祭りである。

## 解説
この祭りは毎年東方と西方の屋台が大歳神社、住吉神社に集まり、その年の作物の豊作を願って行われるイベントである。屋台の中には小学生から中学生までの子が、太鼓を叩いて歌のリズムを作っている。2日目の夜には鶏合せという神事があり、東方と西方の鶏を向かい合わせ、五穀豊穣や無病息災などを祈願する(諸説あり)。勝ち負けはない。

## 祭りで使われる詩

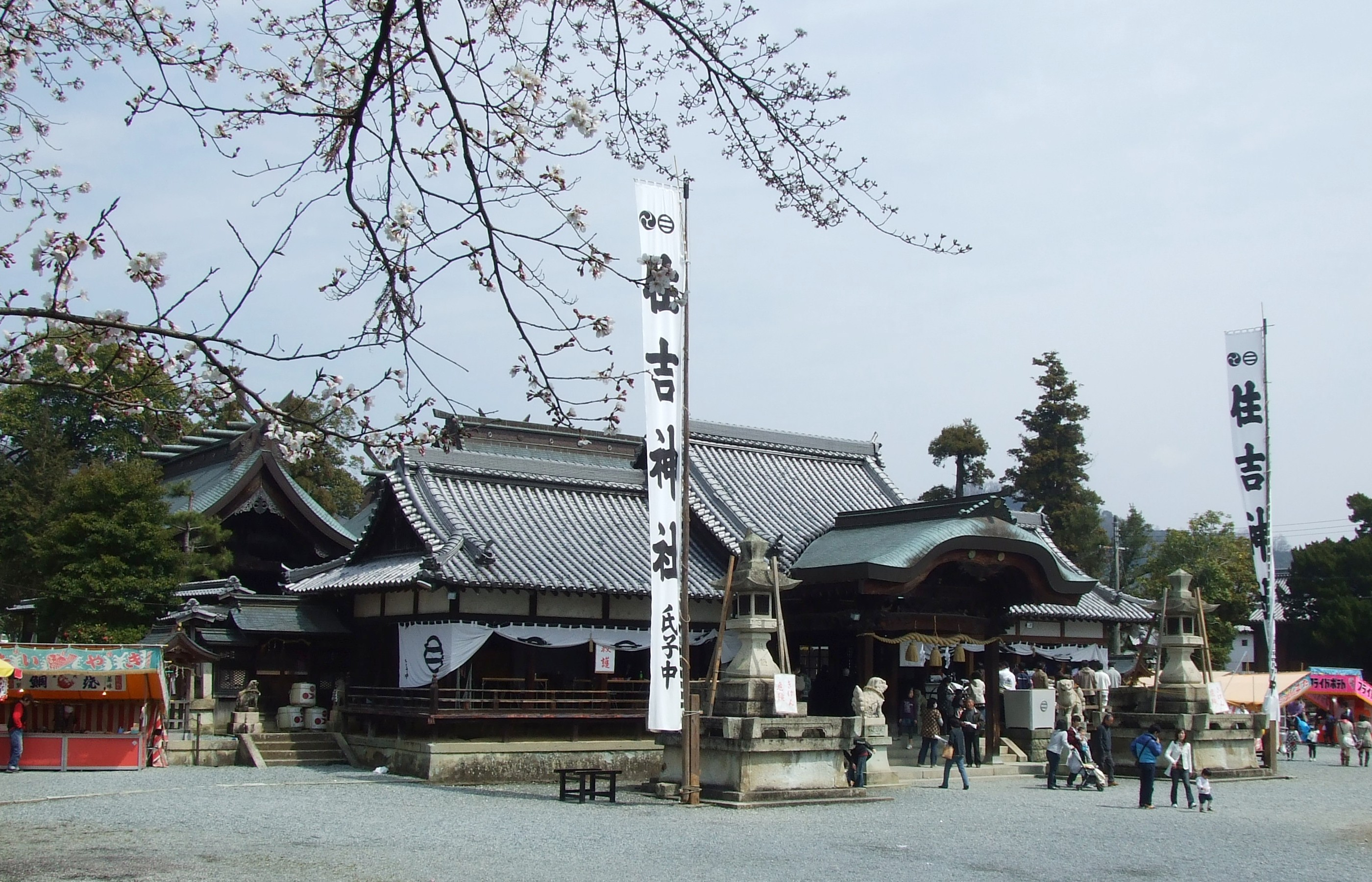
会場となる住吉神社

住吉神社のお祭で　アーヨーイヨイ
勇んでかこう諸共に　アーヨーイヨイ
三柱筒男の大神を　アーヨーイヨイ
勇め祭れよ里人や　アーヨーイヨイ
酒見北条の鶏合せ　アーヨーイヨイ
他にないぞえ此式は　アーヨーイヨイ
神の御稜威を戴いて　アーヨーイヨイ
氏子の栄えを祈りつつ　アーヨーイヨイ
寿ぎ祝う万々歳　アーヨーイヨイ

（+各町それぞれの一節アリ）

## 歴史
- 1100年(推定) - 祭りが始まる。
- 2017年 - 住吉神社が完成1300周年となる。